# توموياسو أندو
توموياسو أندو مواليد 23 مايو 1974 في اليابان، هو لاعب كرة قدم ياباني سابق كان يلعب كحارس مرمى.

## المسيرة الاحترافية

### أندية لعب لها
- أوراوا رد دايموندز
- أوميا أرديجا

## روابط خارجية
- توموياسو أندو على موقع رابطة كرة القدم اليابانية للمحترفين (اليابانية)
- توموياسو أندو على موقع قاعدة بيانات كرة القدم.إي يو (الإنجليزية)
- توموياسو أندو على موقع عالم كرة القدم.نت (الإنجليزية)